# Andreas Werckmeister
Andreas Werckmeister, né le 30 novembre 1645 à Benneckenstein et mort le 26 octobre 1706 à Halberstadt) est musicien et théoricien de la musique allemand.
Il fréquente l'école à Nordhausen et à Quedlinburg. Sa formation musicale est assurée par deux de ses oncles, Heinrich Christian Werckmeister et Heinrich Victor Werckmeister.
Il a été organiste à Hasselfelde et, dix ans plus tard, à Elbingerode. Enfin, il devint organiste de l'église Saint Martin de Halberstadt en 1696. Il est également un ami et confrère de Dietrich Buxtehude.
Un seul recueil de ses œuvres nous est parvenu : ce sont des pièces pour violon avec basse continue qui sont intitulées Musikalische Privatlust (Plaisir de la musique en privé).
Toutefois, son nom est surtout connu en tant que théoricien, et grâce à ses écrits dans ce domaine : Musicae mathematicae hodegus curiosus… (1687) et Musikalische Temperatur oder… (1691) dans lesquels il est un des premiers à décrire des tempéraments inégaux qui portent son nom.

## Publications
- Musicae mathematicae hodegus curiosus oder richtiger musicalischer Weg-Weiser (1686)
- Musicalische Temperatur (1691)
- Hypomnemata Musica (1697)
- Erweiterte und verbesserte Orgelprobe (1698)
- Die nothwendigste Anmerkungen und Regeln (1698)
- Cribum Musicum (1700)
- Harmonologia Musica (1702)
- Musicalische Paradoxal-Discourse (1707)